# شواظ شمسي

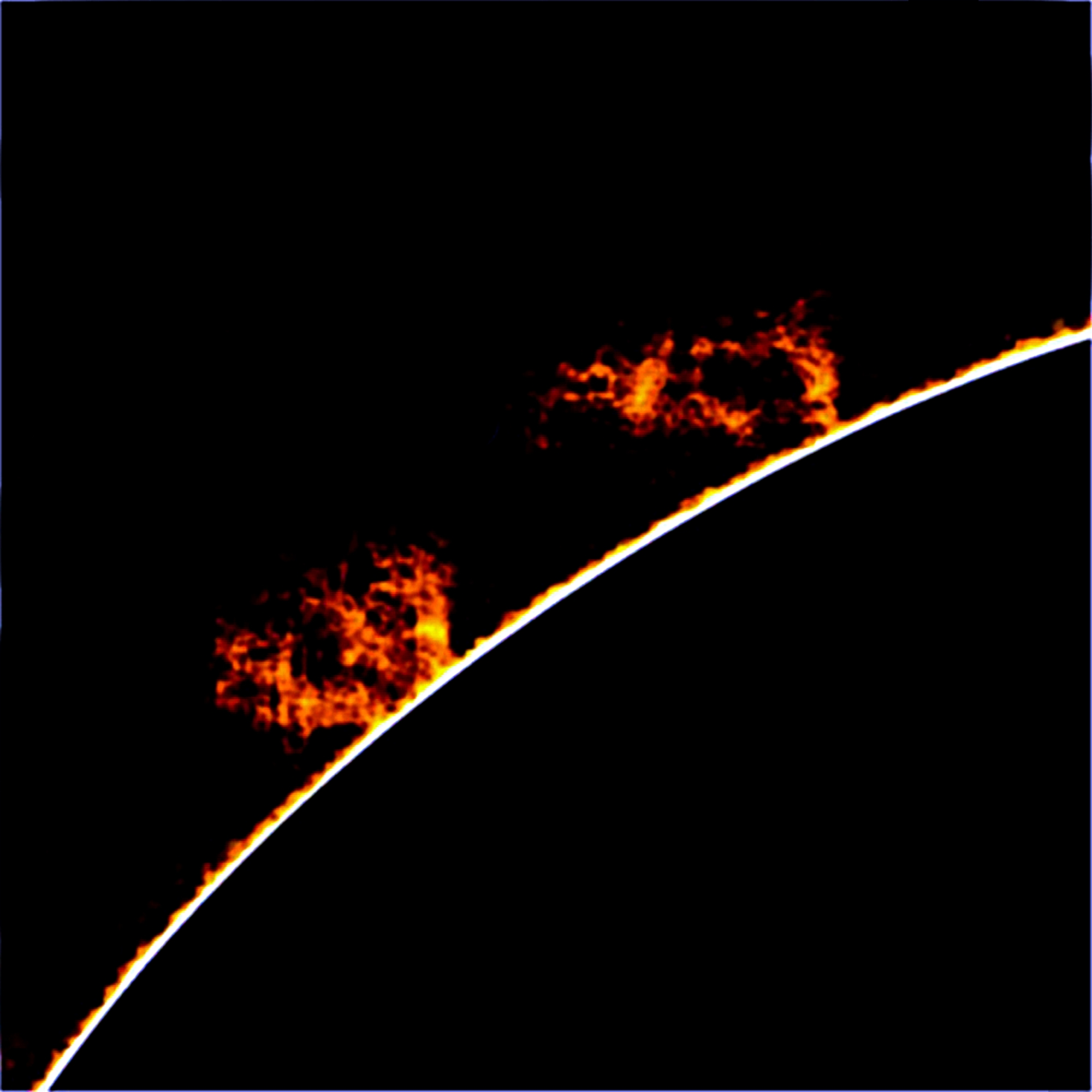
الشواظ الشمسي

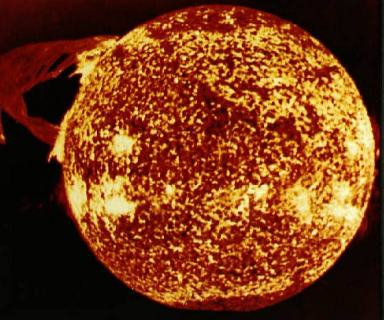
شواظ شمسي كبير التقطه سكايلاب. وترى شُوُظ صغيرة تحته وإلى اليسار.

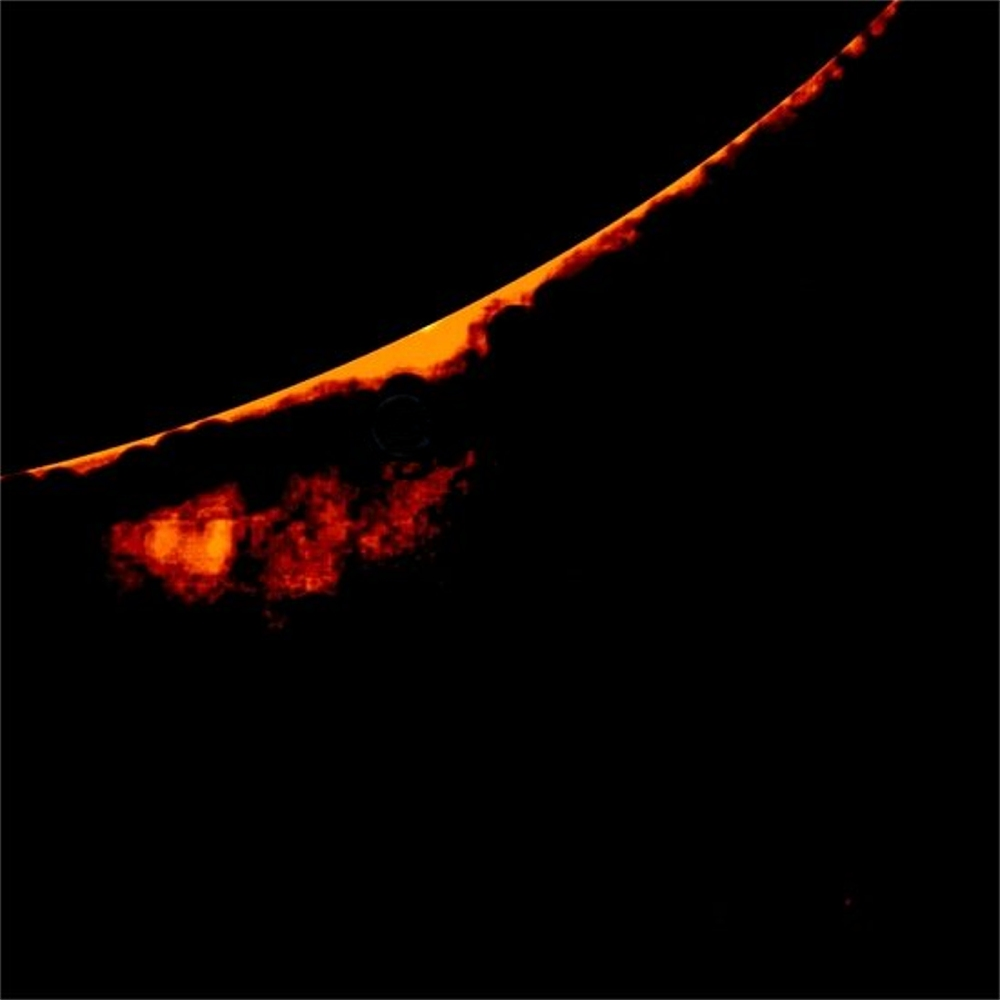
شواظ شمسي منفصل

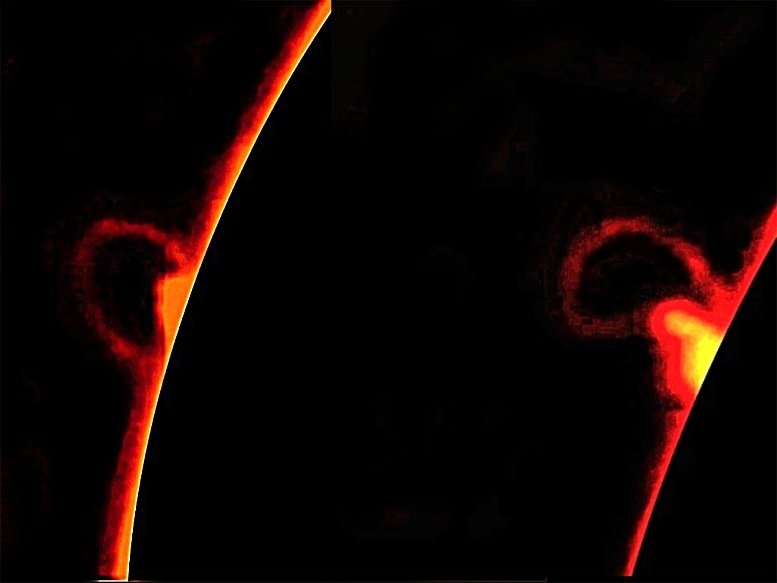
شواظ شمسي أثناء وبعد القذف

الشُّواظ الشمسي أو ببساطة الشواظ (الجمع: الشُّوُظ)، ويسمى أيضًا النتوء الشمسي (بالإنجليزية: Solar prominence)، هو شكل مشع غازي ضخم يمتد خارجاً من سطح الشمس، غالباً على شكل حلقي. يكون الشواظ متصلاً إلى سطح الشمس في طبقة الميزوسفير، ويمتد إلى طبقة التروبوسفير. وعلى اعتبار أن التروبوسفير يتكون من غازات متأينة شديدة الحرارة تعرف باسم البلازما والتي لاتشع الكثير من الطيف المرئي، الشواظ الشمسي يحتوي الكثير من البلازما الأبرد من التروبوسفير والتي تركيبها مشابه لتركيب طبقة الكروموسفير. يستغرق الشواظ الشمسي فترة يوم ليتشكل وحلقات الشواظ المستقرة من الممكن أن تبقى بارزة لعدة أشهر.
الشواظ العادي عادة ما يرتفع لمسافة عدة آلاف الكيلومترات، وكان ارتفاع أعلاها التي تم رصدها هو الشواظ الذي سجله المسبار سوهو في عام 1997 والذي بلغ علوه حوالي 350.000 كيلو متر والذي يقارب 28 ضعف قطر الكرة الأرضية. الكتلة المحتواة في الشواظ العادي تكون من مرتبة 100 مليار طن من المواد.
إذا ما حصل البلازما على سطح قرص الشمس (من زاوية الرؤية من الأرض) فتظهر الشمس بلون داكن في تلك البقع (بسبب انخفاض حرارة البلازما) وتسمى هذه الخيوط الشمسية.

## نشأته
تنتج الشُوُظ الشمسية بسبب إثارات مغناطيسية تحدث في الغلاف اللوني للشمس . تلك الإثارات المغناطيسية تكون حلقية الشكل تقريبا، تخرج من نقطة من سطح الشمس إلى الفضاء وتعود ثانيا إلى السطح قي نقطة أخرى قريبة . خطوط تلك المجالات المغناطيسية الثائرة تسحب معها الجسيمات المشحونة المكونة لمادة الشمس، فتنطلق معها في الفضاء ويعود جزء كبير منها إلى الشمس ثانيا . تتتكون تلك الجسيمات من بروتونات وأنوية الهيليوم، كما أنها تحتوي على القليل من الصوديوم والكالسيوم المتأينين. ويمكن للمراصد الأرضية والمسبارات الفضائية تسجيل أطيافها وتحليلها.
مثلما يتبع ظهور البقع الشمسية على سطح الشمس دورة تستغرق كل 11 إلى 14 سنة، فيبدو أن الشُوُظ الشمسية تتغير دورياً هي الأخرى كل عدة سنوات. ويرتبط النشاط الشمسي ارتباطاُ وثيقاُ بحدوث الشُوُظ الشمسية.
يكون الشواظ الشمسي في شكل غازات لامعة كبيرة تنطلق من سطح الشمس، وتبدو أحياناً كحلقات في هالة الشمس. وتبدأ الحلقات من نقاط في الغلاف الضوئي للشمس، تصعد إلى الهالة وتعود معظم المواد المكونة لتلك الحلقات إلى السطح تحت تاثير جاذبية الشمس وتحت تأثير الحقول المغناطيسية الناشئة هناك.
وبينما تتكون الهالة الشمسية من أيونات الغازات الساخنة جداً التي تعرف بالبلازما فهي لا تصدر قدراً كبيراً من الضوء المرئي، تحتوي الشُوُظ الشمسية على بلازما تقل حرارتها كثيراً عن حرارة الهالة، وهي تماثل في تكوينها المادي تكوين الغلاف اللوني للشمس. وتكون درجة حرارة بلازما الشواظ الشمسي أقل عدة مئات المرات من درجة حرارة الهالة، وأكثر كثافة بعدة مئات المرات من كثافة بلازما الهالة. ويستغرق تكوّن شواظ شمسي نحو يوم، وقد يبقى على سطح الشمس لعدة أسابيع أو أشهر. بعض تلك الشُوُظ ينقسم، وقد يتسبب بعضها في انطلاق مادة إلى الفضاء. ويبحث العلماء حالياً في دراسة تكوّن التهيجات الشمسية وما يتبعها من دورات زمنية وأسبابها.
أحياناً يصل ارتفاع الشواظ الشمسي لآلاف الكيلومترات فوق سطح الشمس، وقد جرى تقدير طول أضخم تلك الشُوُظ إلى نحو 800,000 كيلومتراً (500,000 ميل)، – أي ما يقرب من طول نصف قطر الشمس.

## المشاهدة
احسن وقت لمشاهدة الشواظ الشمسية خلال الكسوف الكلي للشمس حيث تظهر الشُوُظ كأقواس لامعة تخرج من الشمس وتعود إليها . ويصل طولها أحيانا مئات الآلاف كيلومتر، ويصل ارتفاعها إلى ربما 40.000 كيلومتر، ويصل سمكها نحو 5000 كيلومتر.
كانت مشاهدة الشواظ الشمسي في الماضي قاصرة على أوقات الكسوف الكلي للشمس حيث يكون لمعان الشواظ أقل كثيرا عن لمعان الكرة الضوئية. ولكن ابكرت أجهزة للرصد بها قرص أسود يقوم بحجب قرص الشمس تماما من دون أن يحجب أطرافها فيستطيع المرء مراقبة الشمس أو تصويرها. بذلك يمكن للمختصين رصد الشمس والشُوُظ الشمسية في أي وقت. من تلك الأجهزة :
- مرسام الإكليل
- مطياف الشواظ
- مطياف شمسي لقياس مختلف طبقات الشمس
- مقراب قياس الشواظ
- مقراب إتش-ألفا، وهو تلسكوب يقيس خط إتش-ألفا في طيف الهيدروجين، وهو يعمل مع مرشح تداخل يسمح بمرور ضوء الصادر من الهيدروجين المتأين .

تدل طرق القياس المختلفة على أن درجة الحرارة في بلازما الشُوُظ الشمسية تصل إلى نحو 10.000 درجة كلفن، وهي درجة حرارة تعادل تقريبًا درجة حرارة الغلاف اللوني للشمس وكلاهما أقل كثيرًا جدًا من درجة حرارة البلازما في الهالة الشمسية التي تمتد إلى ارتفاع يبلغ قطر الشمس أو أكثر، وتصل درجة حرارتها إلى عدة ملايين درجة .

## صور

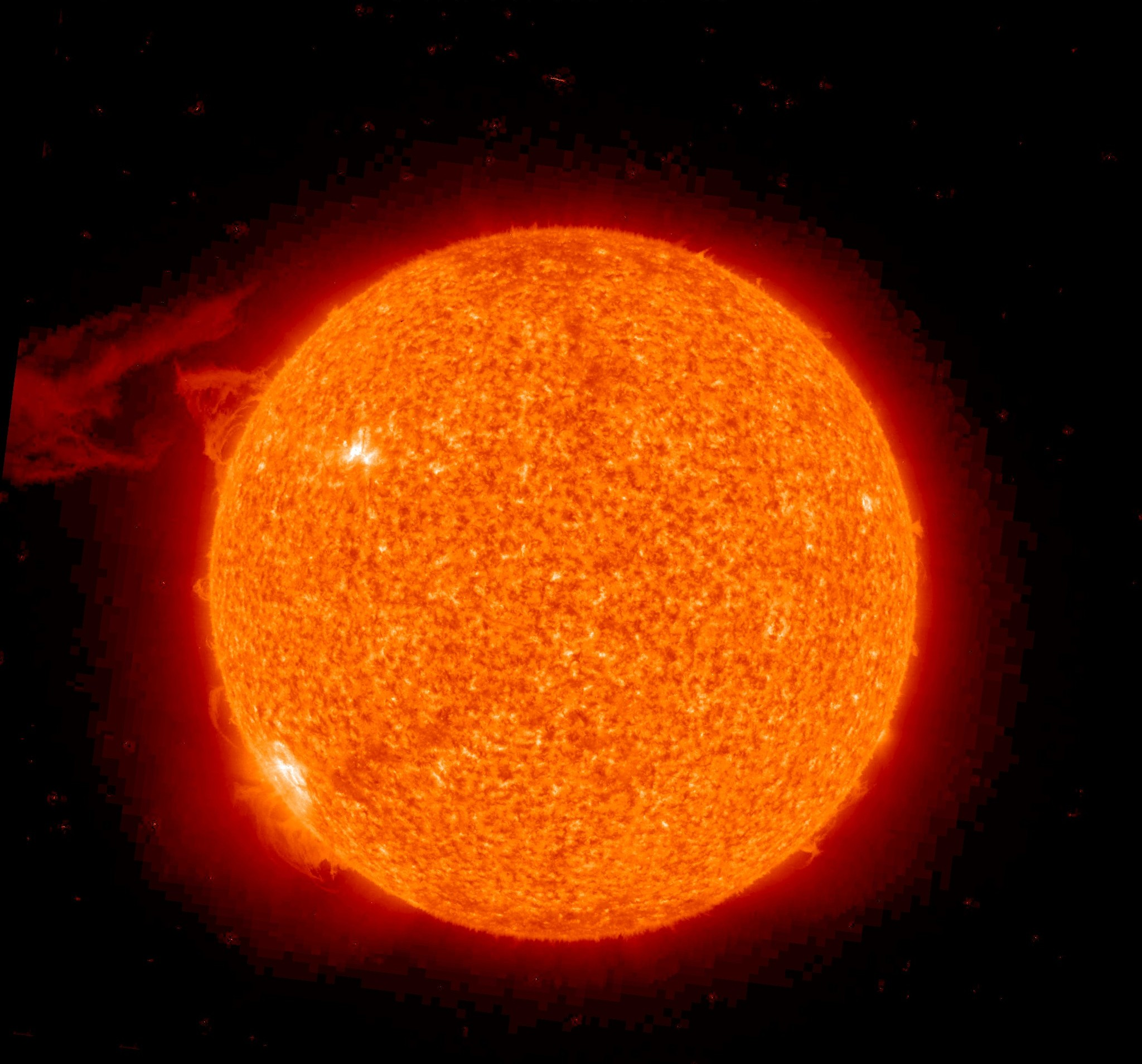
شواظ شمسي سجله مسبار ستيريو وامامه الشمس.
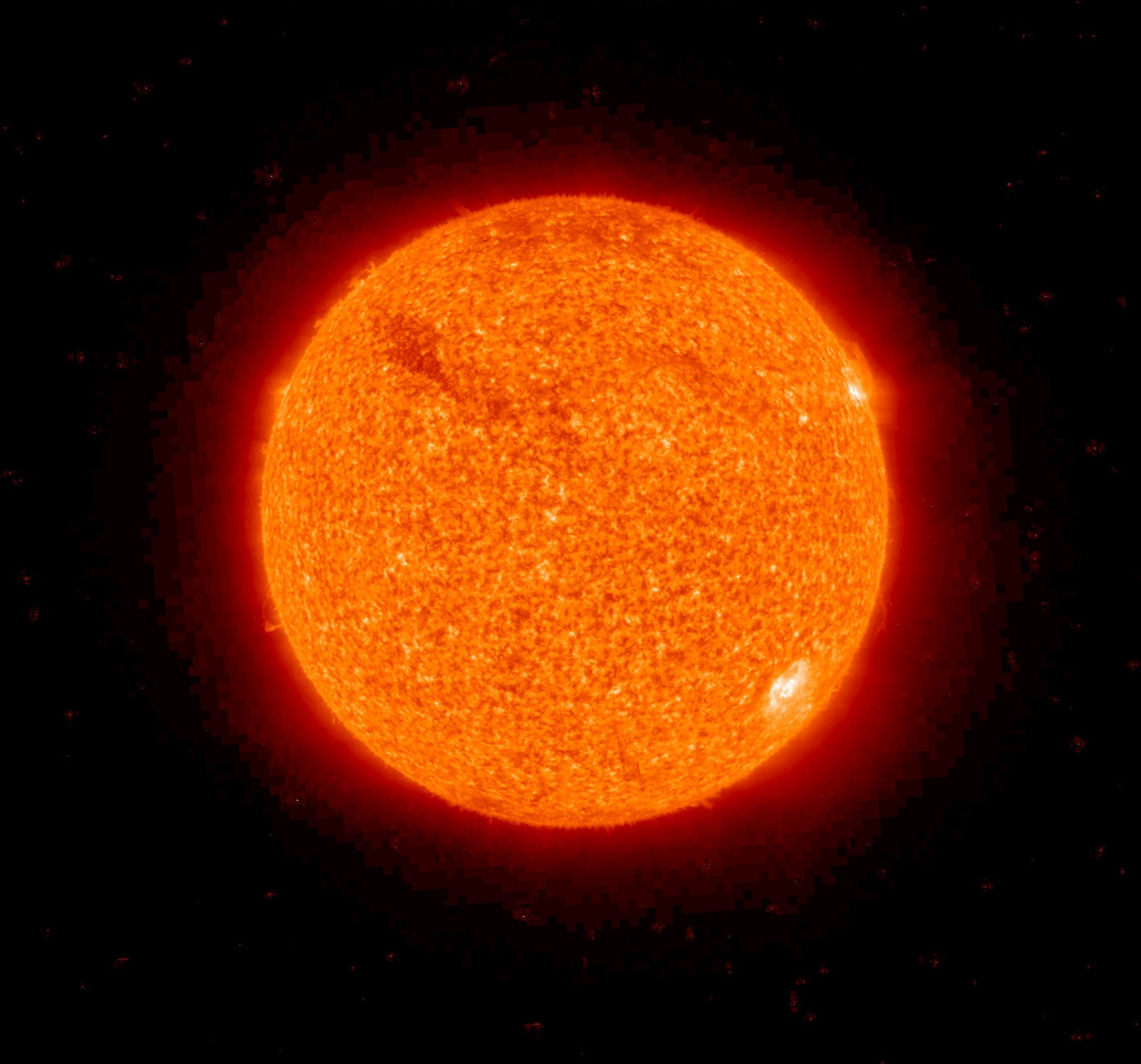
الصورة بعد تعدي ستيريو الشمس
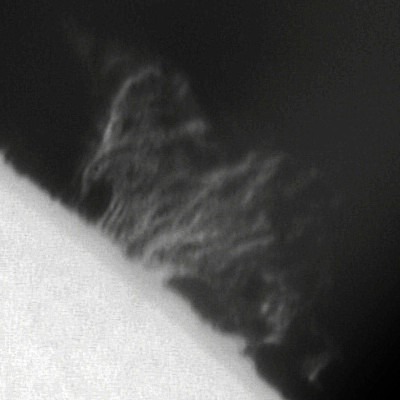
شواظ شمسي.
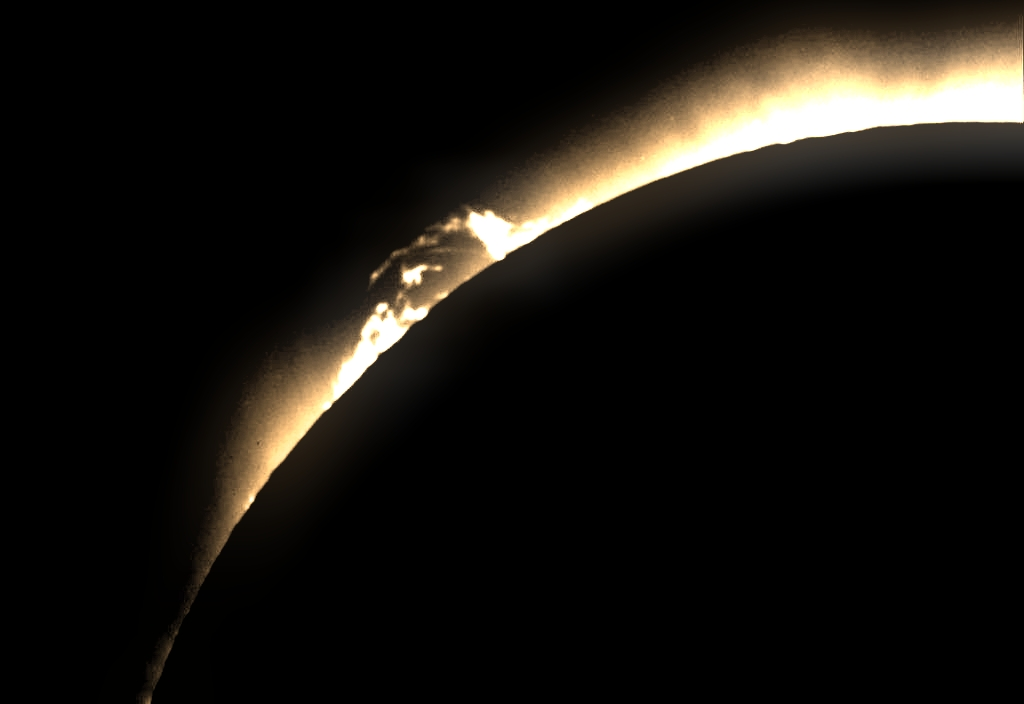
صورة التقطها أحد الهواة.
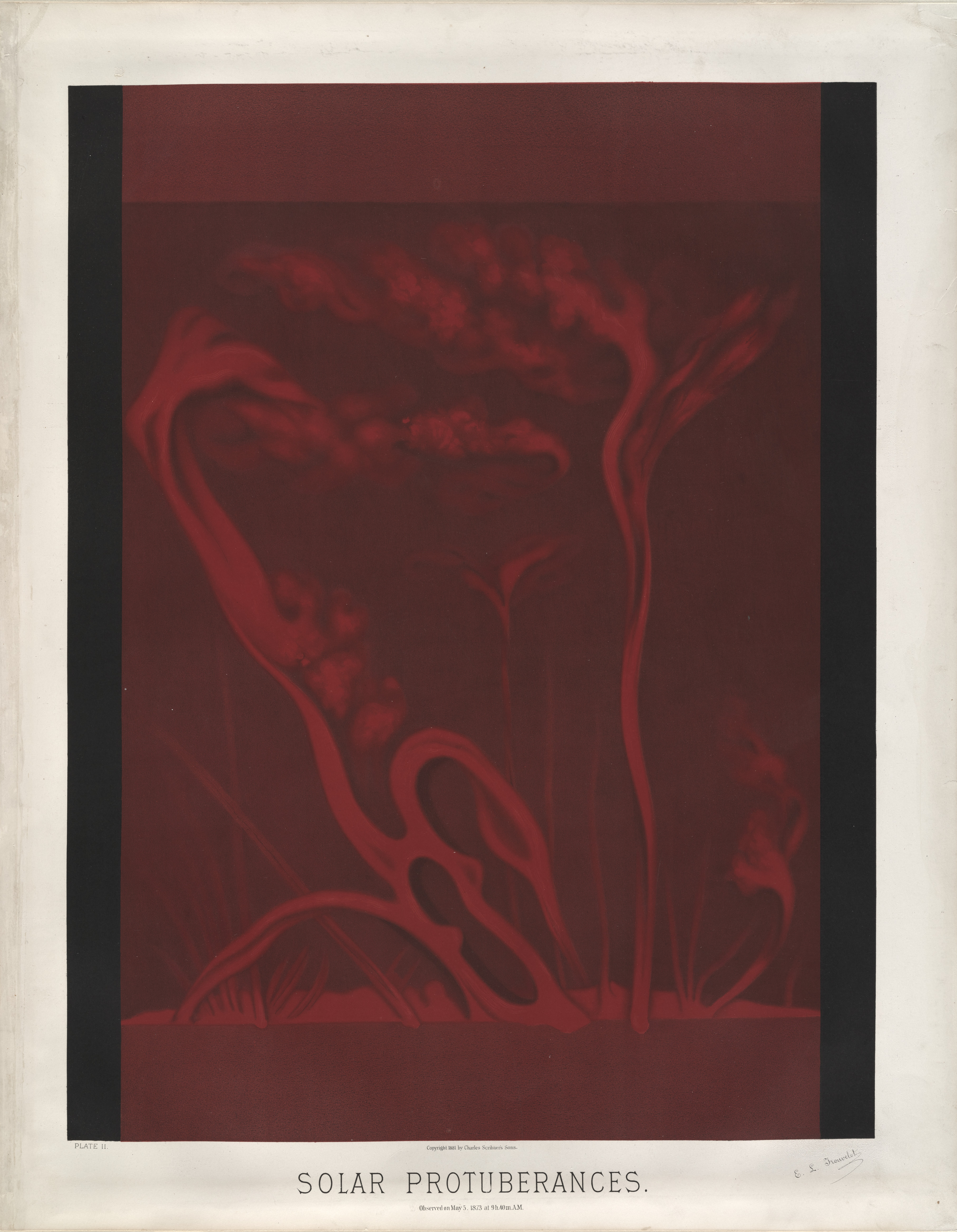
شواظ شمسي رسمه الفلكي الفرنسي "إتين تروفلو" في عام 1881
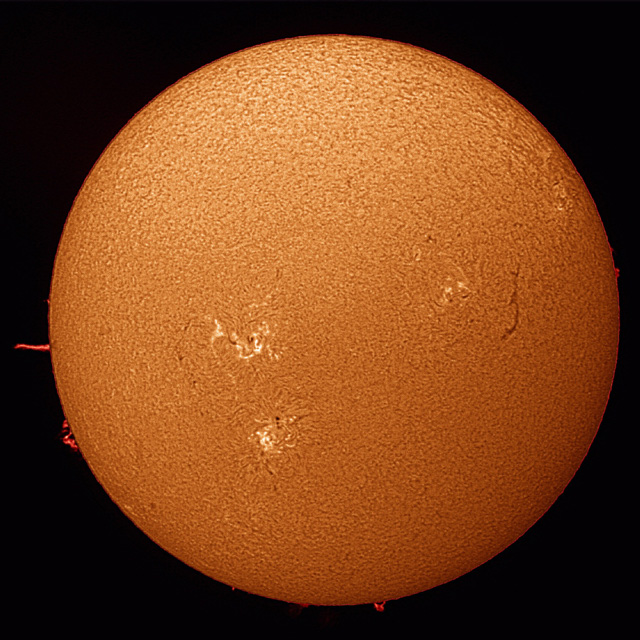
الشمس كما التقطها تلسكوب إتش-ألفا ، وترى شُوُظ على قرصها إلى أسفل وإلى اليسار

## وصلات خارجية
- Informationen zur Sonnenbeobachtung mit Bildergalerie